# Acritus caledoniae
Acritus caledoniae är en skalbaggsart som beskrevs av Wenzel 1955. Acritus caledoniae ingår i släktet Acritus och familjen stumpbaggar. Inga underarter finns listade i Catalogue of Life.